# Massachusetts (brit Bee Gees-válogatásalbum)
A Bee Gees Massachusetts című lemez a Bee Gees Egyesült Királyságban  kiadott válogatáslemeze.

## Az album dalai
1. Massachusetts (Barry, Robin és Maurice Gibb) – 2:22
2. Tomorrow Tomorrow (Barry és Maurice Gibb) – 3:55
3. Sir Geoffrey Saved the World (Barry, Robin és Maurice Gibb) – 2:15
4. Sinking Ships (Barry, Robin és Maurice Gibb) – 2:21
5. Sweetheart  (Barry Gibb, Maurice Gibb) – 3:08
6. The Singer Sang His Song (Barry, Robin és Maurice Gibb) – 3:19
7. New York Mining Disaster 1941  (Barry és Robin Gibb) – 2:09
8. Lamplight (Barry, Robin és Maurice Gibb) – 4:47
9. On Time (Maurice Gibb) – 3:00
10. Barker of the UFO (Barry Gibb) – 1:51
11. Close another door (Barry, Robin és Maurice Gibb) – 3:30
12. The Lord (Barry, Robin és Maurice Gibb) – 2:19

## Közreműködők
- Bee Gees